# Présidence polonaise du Conseil de l'Union européenne en 2025
Présidence hongroise du Conseil de l'Union européenne en 2024 Présidence danoise du Conseil de l'Union européenne en 2025
La présidence polonaise du Conseil de l'Union européenne en 2025 est la deuxième présidence tournante du Conseil de l'UE assurée par la Pologne.
La Pologne succède à la Hongrie au siège de la présidence le 1er janvier 2025,. La présidence suivante sera assurée par le Danemark à partir du 1er juillet 2025.
Lors du 19e anniversaire de l'entrée de la Pologne dans l'Union européenne, le président de la république de Pologne Andrzej Duda a annoncé que la priorité de cette présidence sera le renforcement des relations avec les États-Unis.

## Objectifs
La présidence polonaise met l’accent sur le renforcement de sept dimensions de la sécurité européenne:
- la défense et la sécurité
- la protection des personnes et des frontières
- la résistance à l’ingérence étrangère et à la désinformation
- la sécurité et la liberté d’entreprise
- la transition énergétique
- une agriculture compétitive et résiliente
- la sécurité sanitaire

## Identité visuelle
La conception du logo de la présidence polonaise a été inspirée par l'histoire récente de la Pologne. Il symbolise la renaissance de la démocratie et de la société civile polonaises, rappelle les meilleures traditions du syndicat Solidarité et marque le retour de la Pologne au courant dominant du débat européen.
Le drapeau polonais au centre de l'Union européenne symbolise le présent, soulignant l'enthousiasme écrasant des Polonais envers l'UE ainsi que le leadership de la Pologne en matière d'intégration européenne.

Le logo a été conçu par Jerzy Janiszewski, auteur du symbole Solidarité créé en 1980, ainsi que le logo de la présidence polonaise de 2011.

Version longue
Version courte